# Cinara sonata
Cinara sonata är en insektsart som beskrevs av Hottes 1955. Cinara sonata ingår i släktet Cinara och familjen långrörsbladlöss. Inga underarter finns listade i Catalogue of Life.